# Patricio Manuel
Patricio «Pat» Manuel (Santa Mónica, 22 de julio de 1985) es un boxeador profesional estadounidense. En 2018, se convirtió públicamente en el primer boxeador transgénero en la historia de los Estados Unidos en tener una pelea profesional. Antes de su transición, fue cinco veces campeón nacional estadounidense de boxeo amateur luchando en la división femenina. Peleó su último combate en la categoría en 2012 contra Tiara Brown. Después de transicionar, Manuel debutó profesionalmente en diciembre de 2018 compitiendo en la categoría masculina contra Adán Ochoa en 2016 y ganó por decisión unánime. Desde 2019 es modelo para Everlast y la imagen de su campaña.

## Carrera boxeística
Hizo su debut profesional en un evento de Golden Boy Promotions el 8 de diciembre de 2018 en Indio, obtuvo una victoria por decisión unánime en cuatro asaltos contra Hugo Aguilar, con los tres jueces dando un puntaje de 39-37. Aguilar supo de la transición de Manuel dos días antes de la pelea. Dijo: «Para mí es muy respetable... No cambia nada para mí. En el ring él quiere ganar y yo también».
En mayo de 2019, Manuel fue orador principal en el evento de lanzamiento del club de admiradores LGBTQ+ y aliados de los San Francisco 49ers, celebrado en el Levi's Stadium.
En septiembre de 2019, se convirtió en la nueva cara de la marca Everlast.
En 2023 volvió al cuadrilátero, y venció a Hien Huynh y a Alexander Gutiérrez. 
Su primer derrota llegó durante un evento de Golden Boy Promotions el 4 de abril de 2024, cuando Joshua Reyes le venció a los 21 segundos de haber comenzado el primer round.

## Vida personal
La madre de Manuel, que lo crio con la ayuda de su abuela y sus tíos, es irlandesa-estadounidense. Su padre es afroamericano. Desde 2017 vive con su novia Amita Swadhin y su perro pit bull, Ginkgo.

### Transición
Se identificó como hombre después de ser cinco veces campeón amateur nacional, además de competir en las pruebas olímpicas femeninas en EE. UU. para las Olimpiadas de Londres de 2012. Manuel fue eliminado de esas pruebas luego de verse obligado a retirarse debido a una lesión en el hombro. Comenzó su transición con tratamientos hormonales en 2013, y se sometió a una cirugía de afirmación de género en Salt Lake City en 2014.

## Registro de boxeo profesional
| N.º | Resultado | Puntuación | Adversario          | Tipo | Asaltos | Fecha                  | Lugar                                     | Ref.   |
| --- | --------- | ---------- | ------------------- | ---- | ------- | ---------------------- | ----------------------------------------- | ------ |
| 1   | Derrota   | 3-1        | Joshua Reyes        | TKO  | 1       | 4 de abril de 2024     | Fantasy Springs Casino, Indio, California | [ 14 ] |
| 1   | Victoria  | 3-0        | Alexander Gutiérrez | DU   | 4       | 8 de junio de 2023     | Fantasy Springs Casino, Indio, California | [ 14 ] |
| 1   | Victoria  | 2-0        | Hien Huynh          | DT   | 4       | 18 de marzo de 2023    | Walter Pyramid, Indio, California         | [ 14 ] |
| 1   | Victoria  | 1-0        | Hugo Aguilar        | DU   | 4       | 8 de diciembre de 2018 | Fantasy Springs Casino, Indio, California | [ 14 ] |